# Tabnit
Tabnit (in fenicio 𐤕𐤁𐤍𐤕, tbnt; ... – V secolo a.C.) è stato un re di Sidone.

## Il sarcofago
Nel 1886 fu rinvenuto nei pressi di Beirut il suo sarcofago. Regnò per pochi anni e venne deposto nel sarcofago proveniente dall'Egitto a seguito della sua conquista da parte di Cambise II.
in quel periodo infatti i Fenici si allearono con l'impero persiano, i quali avevano in mente una politica espansionistica che mirava all'area dell'Egitto e dell'area egea. 
Il re Tabnit poté godere per la sua sepoltura di un sarcofago proveniente dall'area egiziana, precisamente da Pen-Ptah, sul quale il sovrano fece incidere il seguente testo:
"Io, Tabnit, sacerdote di Astarte, re dei Sidonii, figlio di Eshmunazor [..] sono disteso in questo sarcofago. Chiunque tu sia, persona qualunque che troverà questo sarcofago, non aprire ciò che è sopra di me e non mi disturbare perché non hanno lasciato accanto a me né argento né oro; io soltanto riposo in questo sarcofago [..] ciò è abominevole agli occhi di Astarte. Ma se malgrado questo tu apri ciò che è sopra di me e mi disturbi, che tu non abbia discendenza tra quelli che vivono sotto il sole né riposo presso i morti".
Nell'iscrizione di lui si legge che è stato sepolto senza oro né argento e invita a non disturbarlo nella sua tomba, poiché altrimenti vi sarà una maledizione da parte di Astarte.